# Панциревка
Панциревка — село в Инзенском районе Ульяновской области России. Входит в состав Оськинского сельского поселения.

## География
Село находится в западной части Ульяновской области, в лесостепной зоне, в пределах Приволжской возвышенности, на левом берегу реки Инзы, на расстоянии примерно 4 километров (по прямой) к юго-юго-западу (SSW) от города Инзы, административного центра района. Абсолютная высота — 150 метров над уровнем моря.
Климат
Климат характеризуется как умеренно континентальный, с жарким засушливым летом и холодной зимой. Среднегодовая температура воздуха — 3,2 °С. Средняя температура воздуха самого тёплого месяца (июля) — 19 °C (абсолютный максимум — 38 °C); самого холодного (января) — −13 °C (абсолютный минимум — −47 °C). Продолжительность безморозного периода 120—130 дней. Среднегодовое количество атмосферных осадков составляет 464 мм. Снежный покров образуется в третьей декаде декабря и держится в течение 135 дней.
Часовой пояс
Село Панциревка, как и вся Ульяновская область, находится в часовой зоне МСК+1. Смещение применяемого времени относительно UTC составляет +4:00.

## История
Село Панциревка до 1717 года был большой участок земли в бывшем Пензенском уезде, затем, по Указу царя Пётра I, этот участок земли был пожалован за службу Ивана Ильичу Пансыреву (Панциреву). И. И. Панцирев переселил на реку Инзу 6 семей из Панцирева Саранского уезда и основал здесь первое поселение — Панциревку. Затем он купил и привёз сюда новые семьи крестьян.
В 1780 году село Пансырево (Панциревка) вошло в состав Городищенского уезда Пензенского наместничества. С 1796 года в составе Пензенской губернии.
В XX веке здесь находилось поместье князя Дмитрия Александровича Оболенского (1882-1964). В 1907 г. он избирался почетным мировым судьей, а в 1908 г. — предводителем дворянства Городищинского уезда Пензенской губернии, председателем Городищинского уездного земского собрания. Видный общественный деятель, Дмитрий Александрович вел не только образцовое хозяйство в Панциревке, но и немало сделал для развития просвещения и культуры. Был трижды женат (на графине Е. А. Бобринской, затем на графине М. П. Шуваловой; третья жена — Н. Н. Федорова). Панциревский период жизни князя связан с первой супругой — Еленой Андреевной Бобринской (дочь Бобринского Андрея Александровича).
С Панциревкой связана также жизнь и служение видного просветителя, краеведа, священника Александра Афанасьевича Столыпина. Представитель известного рода, близкий родственник Петра Аркадьевича Столыпина и Лермонтовых. Александр Афанасьевич родился в селе Столыпино  Городищинского уезда в 1807 г. Долгие годы, являясь священником Панциревского храма с 1837 по 1881 год, он изучал народную культуру и историю мордовского народа (особенно жителей села Оськино). Был корреспондентом Императорского Русского географического общества. За ценные этнографические материалы, которые священник отправлял в Санкт-Петербург, он неоднократно получал грамоты и благодарности общества. Похоронен в селе Панциревка в 1894 г.
В 1919 году на территории села Панциревки в бывшем княжеском имении образовалась агрономическая станция.
В 1930 году был образован колхоз «Красная жатва». Одновременно в селе Андрияновка образовался колхоз «Красная Нива», в деревне Старый Колдаис — колхоз им. Молотова. А в 1956 году все эти колхозы объединились в один — «Панциревский». В 1957 году колхоз в селе Оськино стало отделением Панциревского совхоза. С 1958 по 1964 годы колхоз «Правда» (Сюксюм) объединяют в совхоз «Панциревский», с. Сюксюм было его отделением. 
В 1959 году совхоз «Панциревский» был утверждён как ГППЗ «Панциревский» (государственный племенной птицезавод), это произошло в связи с тем, что в хозяйстве стали заниматься выводом новой породы кур — Панциревской, которую возили на ВДНХ в Москву.
Решением Инзенского райисполкома от 15 марта 1960 года колхоз села Бояркино передан в совхоз «Панциревский».
Совхоз «Панциревский» был знаменит своим хором, который в 1965 году насчитывал 100 человек. И впоследствии был награждён Почётной грамотой. Вплоть до начала 90-х годов хозяйство бурно развивалось. Строились целые улицы: А. И. Поваровой, Дзержинского, Центральный микрорайон.
В 1990-е годы работали отделения совхоза «Панциревский»: Старый Колдаис, Лесничества.
В 1996 году производство пошло на спад, началось массовое сокращение рабочих, и в результате птицефабрика прекратила своё существование.

## Население
| 2010 |
| ---- |
| 799  |

Национальный состав
Согласно результатам переписи 2002 года, в национальной структуре населения русские составляли 88 % из 919 чел.

## Известные уроженцы
- Павел Тимофеевич Морозов — писатель, публицист, учёный-экспериментатор, талантливый хозяйственник, путешественник[11][12].
- Поварова, Александра Ивановна — Герой Социалистического Труда Ульяновской области.
- Макарова, Екатерина Александровна — Герой Социалистического Труда Ульяновской области, птичница госплемптицезавода «Панциревский».

## Инфраструктура
- ООО «СТИМУЛ», Панциревская общеобразовательная средняя школа, Панциревский детский сад «Берёзка», ФАП с. Панциревка.